# Leptotarsus virescens
Leptotarsus virescens là một loài ruồi trong họ Ruồi hạc (Tipulidae). Chúng phân bố ở miền Australasia.